# (3567) Alvema
(3567) Alvema (1930 VD) – planetoida z pasa głównego asteroid okrążająca Słońce w ciągu 4,65 lat w średniej odległości 2,78 j.a. Odkrył ją Eugène Joseph Delporte 15 listopada 1930 roku.